# Nuoto ai XVII Giochi del Mediterraneo - 200 metri misti maschili
Le gare di nuoto nella categoria 200 metri misti maschile si sono tenute il 21 giugno 2013 al Yeni Olimpik Yüzme Havuzu di Mersin.

## Calendario
Fuso orario EET (UTC+3).
| Data      | Ora   | Turno    |
| --------- | ----- | -------- |
| 21 giugno | 10:10 | Batterie |
| 21 giugno | 18:44 | Finale   |

## Risultati
I 12 atleti vengono inquadrati in due batterie da 6 nuotatori ciascuna. Si qualificano alla finale i primi otto tempi.

### Batterie
| Pos. | Nome                    | Nazione | Tempo   | Batt. | Corsia | Note |
| ---- | ----------------------- | ------- | ------- | ----- | ------ | ---- |
| 1    | Federico Turrini        | Italia  | 2'03"37 | 1     | 4      | Q    |
| 2    | Taki Mrabet             | Tunisia | 2'03"39 | 1     | 5      | Q    |
| 3    | Ganesh Pedurand         | Francia | 2'03"96 | 1     | 3      | Q    |
| 4    | Oussama Mellouli        | Tunisia | 2'04"83 | 2     | 4      | Q    |
| 5    | Andreas Vazaios         | Grecia  | 2'05"11 | 2     | 3      | Q    |
| 6    | Alpkan Örnek            | Turchia | 2'05"22 | 2     | 2      | Q    |
| 7    | Alejandro García Martín | Spagna  | 2'06"12 | 2     | 6      | Q    |
| 8    | Timur Dellaloğlu        | Turchia | 2'06"24 | 1     | 6      | Q    |
| 9    | Nikola Trajković        | Serbia  | 2'07"83 | 2     | 7      |      |
| 10   | Mohamed Gadallh         | Egitto  | 2'08"40 | 1     | 2      |      |
| 11   | Fabio Scozzoli          | Italia  | 2'08"65 | 2     | 5      |      |
| 12   | Yousef Abdusalam        | Libia   | 2'56"73 | 1     | 7      |      |

### Finale
| Pos. | Atleta                  | Nazionalità | Tempo   | Corsia |
| ---- | ----------------------- | ----------- | ------- | ------ |
|      | Federico Turrini        | Italia      | 1'59"35 | 4      |
|      | Oussama Mellouli        | Tunisia     | 2'00"09 | 6      |
|      | Andreas Vazaios         | Grecia      | 2'00"74 | 2      |
| 4    | Taki Mrabet             | Tunisia     | 2'01"85 | 5      |
| 5    | Ganesh Pedurand         | Francia     | 2'02"18 | 3      |
| 6    | Alpkan Örnek            | Turchia     | 2'04"61 | 7      |
| 7    | Alejandro García Martín | Spagna      | 2'07"23 | 1      |
| 8    | Timur Dellaloğlu        | Turchia     | 2'07"59 | 8      |